# Desa Gololangkok
Desa Gololangkok är en administrativ by i Indonesien.   Den ligger i provinsen Nusa Tenggara Timur, i den centrala delen av landet, 1 500 km öster om huvudstaden Jakarta.